# Бекбаев, Байбосын
Байбосын Бекбаев (1890 год, аул № 10, Каркаралинский уезд, Семипалатинская область — 5 апреля 1977 год, село Томар, Каркаралинский район, Карагандинская область) — старший чабан колхоза «Томар» Каркаралинского района Карагандинской области, Казахская ССР. Герой Социалистического Труда (1949).

## Биография
Родился в 1890 году в крестьянской семье в ауле № 10 Каркалинского уезда.
С раннего детства занимался батрачеством. Во время коллективизации один из первых вступил в колхоз «Томар» (позднее — колхоз «Прогресс») Каркаралинского района. Трудился чабаном, позднее был назначен старшим чабаном в этом же колхозе.
В 1948 году, обслуживая колхозную отару с 413 овцематками, получил в среднем по 120 ягнят от каждой сотни овцематок. Средний вес к отбиву с каждой головы ягнёнка составил 41 килограмм. Указом Президиума Верховного Совета СССР от 12 июля 1949 года «за получение высокой продуктивности животноводства в 1948 году» удостоен звания Героя Социалистического Труда с вручением Ордена Ленина и золотой медали Серп и Молот.
Трудился чабаном в колхозе до выхода на пенсию в 1959 году.
Проживал в селе Томар, где скончался в апреле 1977 года. Похоронен на местном кладбище.